# مادرینو
مادرینو (به بلغاری: Madrino) روستایی در بلغارستان است که در استان بورگاس واقع شده‌است.